# 史密斯威森M39手槍
史密斯威森M39是美國軍隊於1954年測試的一種半自動手槍。其後因美軍放棄尋找新的手槍，此槍在1955年被改在民用市場上銷售，亦是史密斯威森公司的第一代半自動手槍。由於曾被美國海軍海豹部隊以及伊利諾伊州警察採用過，所以此槍被普遍認為是一種相當具有突破性的手槍。

## 概述
史密斯威森M39是第一種美國製、並在當地市場銷售的雙動式半自動手槍。二次大戰期間，德國瓦爾特公司推出了一種名為P38的雙動式半自動手槍，該槍的出現令美國的軍械人員留下了深刻的印象。而陸軍軍械總隊更提出了一個方案，就是開發出一種類似於P38的雙動式手槍。於1949年，史密斯威森開始了對M39手槍的研發，於1955年才正式商業銷售此槍。最早推出的M39為第一代手槍，其後史密斯威森不斷對其作出各種改進，最終推出了現在於市場上銷售的第三代版本。不同世代的手槍在型號命名上皆有著差異，第一代的使用兩位數字、第二代使用三位數字，如此類推。
M39最初是使用陽極氧化的鋁製槍身，彎曲的握把背護片，以及一個連手動保險的鋼製滑套。其握把護片均為木製品；彈匣釋放鈕位於扳機護圈後面，這些方面與當時美軍使用的M1911手槍十分類似。
另外此槍也有一種使用鋼製槍身的版本，然而它的生產量有限。儘管如此，其鋼製槍身卻為後來的M52手槍埋下了基礎。M52有著較長的槍管（5吋）和滑套，亦是少數地發射.38特種彈的半自動手槍。M52的載彈量為5發；該槍已於1992年停產。M52的衍生型，M952是一種發射9毫米魯格彈的半自動手槍，這個版本至今仍然有限的被史密斯威森性能中心所生產。
M39的設計也為後來的史密斯威森M59半自動手槍埋下了基礎。M59依舊是發射9毫米魯格彈，但它使用了更寬闊的槍身和直形的握把背護片以對應14發容量的雙排彈匣。
M39採用了許多來自瓦爾特P38手槍的設計，當中包括其待擊解脫桿，以及其8發容量的彈匣。但在槍管和滑套方面M39卻採自傳統的半自動手槍設計，而非像P38的外露式槍管設計。另外的一些機制則取自白朗寧大威力半自動手槍。
該槍全長7.6吋，槍管長4吋，槍重1.72磅。會使它重量低的主要原因是其使用了鋁製槍身。
伊利諾伊州警察於1967年採用M39，這一舉動令許多執法部門也相繼地採用半自動手槍，同時也為更適合警方於特別行動時使用的M59手槍提供了商機和宣傳。
而在越戰期間，美國海軍特種部隊也採用了M39。其中海豹部隊採用了一種稱作Mk 22 Mod 0的改型，這種改型被暱稱為「Hush Puppy」（"使小狗安靜"，語源是一種炸玉米球）。這些手槍均裝上了抑制器和滑套鎖（射擊時會維持滑套處於閉鎖狀態，從而降低噪音），因此它實際上是一支手動上膛和拋殼的手動式手槍。另外它們均有著較凸出的機械瞄具，以令射手能更方便地瞄準，不用受那笨重的抑制器妨礙。Mk 22 Mod 0是讓特戰人員可在不需驚動主要目標的情況下殲滅敵方哨兵吠和守衛時使用。

## 衍生型
- Mk 22 Mod 0－美國特種部隊於越南戰爭期間裝備的消音版本，裝有抑制器和滑套鎖，以及較高的機械瞄具。
- M459 / M559 / M659－M59的第二代版本。M459使用鋁合金槍身、M559使用鋼製槍身，M659則使用不銹鋼製槍身。其中M559曾參加美國陸軍的制式手槍競選，然而最終敗了給貝瑞塔92而沒有被採用。該系列於1980年代開始在美國的民用市場上銷售。
- M645－為史密斯威森的第一款.45 ACP口徑雙動式半自動手槍，此版本並有一種稱為「M745」的競賽級版本，並由原來的雙動式板機改為單動式。而M645的第三代版本則被稱為「M4506」。
- M3913－由M39稍作改良的縮短版本，主要提供給婦女用作防身用途而設。該版本已被日本警察列為制式武器，並在2005年發現被北海道的特殊急襲部隊用作射擊訓練。其他多個部門亦有採用，並似乎已開始列裝到制服警察。
- M4506－M645的第三代版本，並有一種稱為「M4505」的黑色槍身型。
- M5904 - M59的衍生型，被中華民國警政署與刑事警察局所使用，現正被Walther PPQ M2所取代。
- M5906－M59的第三代版本，目前已被日本海上保安廳所採用。

- 3566－1993年推出的競賽級版本。
- M4006TSW－美國加州公路巡警使用的特別版本，.40 S&W口徑。

## 使用國
- 巴哈马
  - 巴哈馬皇家國防軍（英语：Royal Bahamas Defence Force）（M5906）
- 加拿大
  - 警察機關
- 愛爾蘭
  - 警察機關（M59）
- 日本
  - 日本警察（M3913）
  - 日本海上保安廳（M5906）
- 黎巴嫩
- 盧森堡
  - 大公國警察（英语：Grand Ducal Police）警察特別單位（英语：Unité Spéciale de la Police）（M659）
- 墨西哥
- 中華民國
  - 警政署（M5904）
  - 海巡特勤隊（M5904）
- - 警察機關
- 瑞士
  - 警察機關
- 英国
  - 警察機關
- 美国
  - 美國海軍海豹部隊（Mk 22 Mod 0）
  - 伊利諾伊州警察局
  - 加州公路巡警
  - 多個聯邦及地方執法部門

## 另見
- ASP手槍
- M1911手槍
- 白朗寧大威力半自動手槍
- 瓦爾特P38手槍
- 馬卡洛夫手槍
- PB消音手槍